# Ахмед-Алак
Ахмед-Алак (1465—1503) — хан Східного Могулістану в 1487—1503 роках. Відомий також як Султан-Ахмад-хан I. Мав прізвисько «Алачі-хан» (Хан-вбивця).

## Життєпис
Син Юнус-хана, володаря Могулістану. Народився у 1465 році. Був прихильником старовинних монгольських цінностей, відкидав осілий спосіб життя. У 1484 році під час походу його батька до Фергани Ахмед повстав. Після цього втік до Східного Могулістану, де отаборився. У 1485 році, коли Юнус-хана схопив параліч, Ахмед розпочав боротьбу за підкорення усього Східного і Центрального Могулістану. У 1487 році після смерті батька був визнаний ханом. Натомість визнав старшого брата Махмуд-хана верховним володарем Могулістану (суто номінально).
Протягом 10 років боровся з бунтівними племенами, що за тривалий час стали фактично незалежними. Він знищив багатьох беків і вождів племен, різних повстанців, завдяки чому до середини 1490-х років зумів зміцнити владу в Східному Могулістані. У 1493 році вступив у боротьбу з імперією Мін за Турфанську оазу. Декілька разів вона переходила від могулів до китайців.
У 1495 році уклав мирний договір з династією Мін, за яким Турфан залишився могулістанським, що дозволило зосередити зусилля на боротьбі з ойратами. В результаті двох походів до північного Могустану було завдано поразок ойратам, яких багато було вбито. За це Ахмеда прозвали Алачі-хан (Хан-вбивця або хан, що вбиває). За цих здійснив 3 спустошливі походи проти казахів на кару за поразки брата Махмуд-хана.
У 1499 році здійснив вдалий похід проти племені дуглатів, яким завдано поразки, але на підході до Яркенду Ахмед-хан зазнав поразки. Втім було збережено владу над Таримським басейном. 1501 року спільно з братом Махмуд-ханом виступив проти Мухаммеда Шейбані, що зміцнився в Мавераннахрі, але у битві біля Ахсикету брати зазнали поразки й потрапили у полон. Невдовзі після повернення до Аксу Ахмеда-Алакарозбив параліч і він помер. Владу успадкував старший син Мансур-хан.